# باغچه سبزیجات
باغچه سبزیجات (انگلیسی: The Herbs) نام یک مجموعهٔ تلویزیونی کودکان بود که در سال ۱۹۶۸ میلادی از بی‌بی‌سی وان به روی آنتن رفت.
این مجموعه تلویزیونی، پیش از انقلاب، با همین نام و با دوبلهٔ فارسی، از تلویزیون ملی ایران پخش شد.

## شخصیت‌ها
- جعفری (شیر)
- مریم‌گلی (جغد)
- شوید (سگ)
- گل گندم (پاسبان)
- برگِ بو (باغبان)
- ترخون (اژدها)
- آقا و خانمِ پیاز
- ترهها (بچه‌های آقا و خانم پیاز)
- پاشانا بدهی (مرتاض هندی)
- آقای ریحان
- خانم رُزماری
- خاله نعناع
- دوشیزه جسوپ
- شابیزک (جادوگر)
- سینیور سولیداگو (خوانندهٔ اپرا)